# Olympische Sommerspiele 2024/Kanu – Einer-Kajak 500 m (Frauen)
Das Kanu-Rennen der Frauen mit dem Einer-Kajak über 500 m bei den Olympischen Spielen 2024 in Paris fand vom 7, bis 10. August 2024 statt. Schauplatz der Wettkämpfe war die Regattastrecke Stade nautique de Vaires-sur-Marne im Ort Vaires-sur-Marne, östlich des Großraums Paris. Titelverteidigerin war die Neuseeländerin Lisa Carrington, die in Tokio auch im K2 über 500 Meter Gold gewann.

## Titelträgerinnen
| Olympische Spiele 2020       | Lisa Carrington  | 1:51,216 min | Tokio             |
| Weltmeisterschaften 2023     | Lisa Carrington  | 1:47,769 min | Duisburg          |
| Afrikameisterschaften 2024   | Esti Olivier     | 2:07,94 min  | Abuja             |
| Panamerikanische Spiele 2023 | Michelle Russell | 1:51,25 min  | Santiago de Chile |
| Asienspiele 2022             | Li Dongyin       | 1:58,931 min | Hangzhou          |
| Europameisterschaften 2024   | Tamara Csipes    | 1:54,580 min | Szeged            |
| Ozeanienmeisterschaften 2024 | Aimee Fisher     | 1:49,74 min  | Sydney            |

## Qualifikation
Die sechs am besten platzierten Boote (maximal ein Boot pro Nation) der Weltmeisterschaften 2023 qualifizierten sich für die Spiele. Bei kontinentalen Qualifikationswettkämpfen standen für Asien, Europa und Panamerika zwei Quotenplätze zur Verfügung sowie einer für Afrika und Ozeanien. Zusätzlich erhielt Gastgeber Frankreich einen Quotenplatz. Das Feld wurde durch Athletinnen komplettiert, die sich in anderen Bootsklassen qualifiziert hatten und auch im C1 an den Start gehen konnten. Maximal war dennoch nur ein Boot pro Nation zugelassen.

## Vorläufe
Mittwoch, 7. August 2024

### Vorlauf 1
| Rang | Bahn | Athletin        | Nation      | Zeit (min) | Qualifikation |
| ---- | ---- | --------------- | ----------- | ---------- | ------------- |
| 1    | 5    | Aimee Fisher    | Neuseeland  | 1:49,16    | Halbfinale    |
| 2    | 6    | Brenda Rojas    | Argentinien | 1:52,68    | Halbfinale    |
| 3    | 4    | Joana Georgiewa | Bulgarien   | 1:55,76    | Viertelfinale |
| 4    | 8    | Ruth Vorsselman | Niederlande | 1:56,88    | Viertelfinale |
| 5    | 7    | Enja Rößeling   | Deutschland | 1:56,88    | Viertelfinale |
| 6    | 2    | Hedda Øristland | Norwegen    | 1:58,05    | Viertelfinale |
| 7    | 3    | Samaa Ahmed     | Ägypten     | 2:18,52    | Viertelfinale |

### Vorlauf 2
| Rang | Bahn | Athletin            | Nation               | Zeit (min) | Qualifikation |
| ---- | ---- | ------------------- | -------------------- | ---------- | ------------- |
| 1    | 2    | Alida Dóra Gazsó    | Ungarn               | 1:50,78    | Halbfinale    |
| 2    | 5    | Alyce Wood          | Australien           | 1:51,39    | Halbfinale    |
| 3    | 4    | Melina Andersson    | Schweden             | 1:51,84    | Viertelfinale |
| 4    | 6    | Yin Mengdie         | China                | 1:52,29    | Viertelfinale |
| 5    | 8    | Lize Broekx         | Belgien              | 1:52,32    | Viertelfinale |
| 6    | 3    | Estefanía Fernández | Spanien              | 1:54,74    | Viertelfinale |
| 7    | 7    | Saman Soltani       | Refugee Olympic Team | 2:02,19    | Viertelfinale |

### Vorlauf 3
| Rang | Bahn | Athletin              | Nation     | Zeit (min) | Qualifikation |
| ---- | ---- | --------------------- | ---------- | ---------- | ------------- |
| 1    | 2    | Wang Nan              | China      | 1:51,28    | Halbfinale    |
| 2    | 4    | Hermien Peters        | Belgien    | 1:51,46    | Halbfinale    |
| 3    | 8    | Dominika Putto        | Polen      | 1:52,49    | Viertelfinale |
| 4    | 5    | Anamaria Govorčinović | Kroatien   | 1:55,51    | Viertelfinale |
| 5    | 6    | Manon Hostens         | Frankreich | 1:57,13    | Viertelfinale |
| 6    | 3    | Beatriz Briones       | Mexiko     | 1:58,10    | Viertelfinale |
| 7    | 7    | Raina Taitingfong     | Guam       | 2:29,66    | Viertelfinale |

### Vorlauf 4
| Rang | Bahn | Athletin          | Nation     | Zeit (min) | Qualifikation |
| ---- | ---- | ----------------- | ---------- | ---------- | ------------- |
| 1    | 2    | Linnea Stensils   | Schweden   | 1:50,16    | Halbfinale    |
| 2    | 5    | Milica Novaković  | Serbien    | 1:50,37    | Halbfinale    |
| 3    | 4    | Anežka Paloudová  | Tschechien | 1:51,90    | Viertelfinale |
| 4    | 3    | Marija Powch      | Ukraine    | 1:54,13    | Viertelfinale |
| 5    | 6    | Ana Paula Vergutz | Brasilien  | 1:54,98    | Viertelfinale |
| 6    | 8    | Karina Alanís     | Mexiko     | 1:56,30    | Viertelfinale |
| 7    | 7    | Samalulu Clifton  | Samoa      | 2:01,12    | Viertelfinale |

### Vorlauf 5
| Rang | Bahn | Athletin          | Nation      | Zeit (min) | Qualifikation |
| ---- | ---- | ----------------- | ----------- | ---------- | ------------- |
| 1    | 2    | Lisa Carrington   | Neuseeland  | 1:48,51    | Halbfinale    |
| 2    | 3    | Selma Konjin      | Niederlande | 1:49,28    | Halbfinale    |
| 3    | 5    | Michelle Russell  | Kanada      | 1:51,00    | Viertelfinale |
| 4    | 7    | Begoña Lazkano    | Spanien     | 1:55,54    | Viertelfinale |
| 5    | 4    | Esti Olivier      | Südafrika   | 1:55,98    | Viertelfinale |
| 6    | 6    | Ekaterina Shubina | Usbekistan  | 1:58,37    | Viertelfinale |

### Vorlauf 6
| Rang | Bahn | Athletin       | Nation    | Zeit (min) | Qualifikation |
| ---- | ---- | -------------- | --------- | ---------- | ------------- |
| 1    | 4    | Tamara Csipes  | Ungarn    | 1:50,21    | Halbfinale    |
| 2    | 5    | Emma Jørgensen | Dänemark  | 1:50,93    | Halbfinale    |
| 3    | 6    | Teresa Portela | Portugal  | 1:51,03    | Viertelfinale |
| 4    | 2    | Riley Melanson | Kanada    | 1:54,11    | Viertelfinale |
| 5    | 3    | Stephenie Chen | Singapur  | 1:58,52    | Viertelfinale |
| 6    | 7    | Tiffany Koch   | Südafrika | 2:02,76    | Viertelfinale |

## Viertelfinale
Mittwoch, 7. August 2024

### Viertelfinale 1
| Rang | Bahn | Athletin              | Nation     | Zeit (min) | Qualifikation |
| ---- | ---- | --------------------- | ---------- | ---------- | ------------- |
| 1    | 3    | Lize Broekx           | Belgien    | 1:49,78    | Halbfinale    |
| 2    | 4    | Michelle Russell      | Kanada     | 1:49,78    | Halbfinale    |
| 3    | 5    | Joana Georgiewa       | Bulgarien  | 1:51,74    | Halbfinale    |
| 4    | 6    | Anamaria Govorčinović | Kroatien   | 1:52,92    | Halbfinale    |
| 5    | 7    | Stephenie Chen        | Singapur   | 1:53,88    | Halbfinale    |
| 6    | 8    | Ekaterina Shubina     | Usbekistan | 1:54,63    |               |
| 7    | 2    | Hedda Øristland       | Norwegen   | 1:56,24    |               |
| 8    | 1    | Samalulu Clifton      | Samoa      | 1:59,64    |               |

### Viertelfinale 2
| Rang | Bahn | Athletin            | Nation     | Zeit (min) | Qualifikation |
| ---- | ---- | ------------------- | ---------- | ---------- | ------------- |
| 1    | 5    | Melina Andersson    | Schweden   | 1:49,21    | Halbfinale    |
| 2    | 7    | Estefanía Fernández | Spanien    | 1:51,24    | Halbfinale    |
| 3    | 6    | Marija Powch        | Ukraine    | 1:52,09    | Halbfinale    |
| 4    | 4    | Teresa Portela      | Portugal   | 1:52,40    | Halbfinale    |
| 5    | 3    | Manon Hostens       | Frankreich | 1:52,82    | Halbfinale    |
| 6    | 2    | Tiffany Koch        | Südafrika  | 1:56,81    |               |
| 7    | 8    | Samaa Ahmed         | Ägypten    | 2:14,39    |               |

### Viertelfinale 3
| Rang | Bahn | Athletin          | Nation               | Zeit (min) | Qualifikation |
| ---- | ---- | ----------------- | -------------------- | ---------- | ------------- |
| 1    | 4    | Dominika Putto    | Polen                | 1:49,268   | Halbfinale    |
| 2    | 5    | Ruth Vorsselman   | Niederlande          | 1:52,35    | Halbfinale    |
| 3    | 2    | Beatriz Briones   | Mexiko               | 1:53,05    | Halbfinale    |
| 4    | 3    | Begoña Lazkano    | Spanien              | 1:53,83    | Halbfinale    |
| 5    | 6    | Ana Paula Vergutz | Brasilien            | 1:56,09    | Halbfinale    |
| 6    | 7    | Saman Soltani     | Refugee Olympic Team | 2:01,43    |               |

### Viertelfinale 4
| Rang | Bahn | Athletin          | Nation      | Zeit (min) | Qualifikation |
| ---- | ---- | ----------------- | ----------- | ---------- | ------------- |
| 1    | 4    | Anežka Paloudová  | Tschechien  | 1:49,43    | Halbfinale    |
| 2    | 5    | Yin Mengdie       | China       | 1:49,74    | Halbfinale    |
| 3    | 3    | Riley Melanson    | Kanada      | 1:50,16    | Halbfinale    |
| 4    | 6    | Enja Rößeling     | Deutschland | 1:52,74    | Halbfinale    |
| 5    | 7    | Karina Alanís     | Mexiko      | 1:52,86    | Halbfinale    |
| 6    | 2    | Esti Olivier      | Südafrika   | 1:53,21    |               |
| 7    | 1    | Raina Taitingfong | Guam        | 2:27,03    |               |

## Halbfinale
Samstag, 10. August 2024

### Halbfinale 1
| Rang | Bahn | Athletin            | Nation      | Zeit (min) | Qualifikation |
| ---- | ---- | ------------------- | ----------- | ---------- | ------------- |
| 1    | 5    | Aimee Fisher        | Neuseeland  | 1:49,54    | A-Finale      |
| 2    | 4    | Wang Nan            | China       | 1:50,96    | A-Finale      |
| 3    | 3    | Alyce Wood          | Australien  | 1:51,99    | B-Finale      |
| 4    | 6    | Lize Broekx         | Belgien     | 1:52,84    | B-Finale      |
| 5    | 7    | Beatriz Briones     | Mexiko      | 1:53,86    | C-Finale      |
| 6    | 8    | Stephenie Chen      | Singapur    | 1:55,15    | C-Finale      |
| 7    | 2    | Estefanía Fernández | Spanien     | 1:56,20    |               |
| 8    | 1    | Enja Rößeling       | Deutschland | 1:57,22    |               |

### Halbfinale 2
| Rang | Bahn | Athletin              | Nation      | Zeit (min) | Qualifikation |
| ---- | ---- | --------------------- | ----------- | ---------- | ------------- |
| 1    | 5    | Lisa Carrington       | Neuseeland  | 1:48,10    | A-Finale      |
| 2    | 3    | Emma Jørgensen        | Dänemark    | 1:49,59    | A-Finale      |
| 3    | 4    | Milica Novaković      | Serbien     | 1:50,41    | B-Finale      |
| 4    | 6    | Melina Andersson      | Schweden    | 1:50,79    | B-Finale      |
| 5    | 8    | Manon Hostens         | Frankreich  | 1:51,36    | C-Finale      |
| 6    | 7    | Riley Melanson        | Kanada      | 1:52,99    | C-Finale      |
| 7    | 1    | Anamaria Govorčinović | Kroatien    | 1:53,13    |               |
| 8    | 2    | Ruth Vorsselman       | Niederlande | 1:54,91    |               |

### Halbfinale 3
| Rang | Bahn | Athletin          | Nation      | Zeit (min) | Qualifikation |
| ---- | ---- | ----------------- | ----------- | ---------- | ------------- |
| 1    | 5    | Alida Dóra Gazsó  | Ungarn      | 1:49,76    | A-Finale      |
| 2    | 3    | Hermien Peters    | Belgien     | 1:49,87    | A-Finale      |
| 3    | 1    | Teresa Portela    | Portugal    | 1:50,28    | B-Finale      |
| 4    | 2    | Yin Mengdie       | China       | 1:50,52    | B-Finale      |
| 5    | 6    | Dominika Putto    | Polen       | 1:51,43    | C-Finale      |
| 6    | 4    | Brenda Rojas      | Argentinien | 1:53,35    | C-Finale      |
| 7    | 7    | Joana Georgiewa   | Bulgarien   | 1:54,02    |               |
| 8    | 8    | Ana Paula Vergutz | Brasilien   | 1:54,19    |               |

### Halbfinale 4
| Rang | Bahn | Athletin         | Nation      | Zeit (min) | Qualifikation |
| ---- | ---- | ---------------- | ----------- | ---------- | ------------- |
| 1    | 4    | Tamara Csipes    | Ungarn      | 1:48,72    | A-Finale      |
| 2    | 2    | Michelle Russell | Kanada      | 1:54,28    | A-Finale      |
| 3    | 5    | Linnea Stensils  | Schweden    | 1:50,75    | B-Finale      |
| 4    | 6    | Anežka Paloudová | Tschechien  | 1:51,47    | B-Finale      |
| 5    | 3    | Selma Konjin     | Niederlande | 1:52,50    | C-Finale      |
| 6    | 7    | Marija Powch     | Ukraine     | 1:52,51    | C-Finale      |
| 7    | 1    | Begoña Lazkano   | Spanien     | 1:52,87    |               |
| 8    | 8    | Karina Alanís    | Mexiko      | 1:53,83    |               |

## Finale
Samstag, 10. August 2024

### A-Finale
Anmerkung: zur Ermittlung der Plätze 1 bis 8
| Rang | Bahn | Athletin         | Nation     | Zeit (min) | Anm. |
| ---- | ---- | ---------------- | ---------- | ---------- | ---- |
| 1    | 6    | Lisa Carrington  | Neuseeland | 1:47,36    | OB   |
| 2    | 3    | Tamara Csipes    | Ungarn     | 1:48,44    |      |
| 3    | 7    | Emma Jørgensen   | Dänemark   | 1:49,76    |      |
| 4    | 5    | Aimee Fisher     | Neuseeland | 1:49,91    |      |
| 5    | 2    | Wang Nan         | China      | 1:50,89    |      |
| 6    | 4    | Alida Dóra Gazsó | Ungarn     | 1:51,19    |      |
| 7    | 1    | Hermien Peters   | Belgien    | 1:52,26    |      |
| 8    | 8    | Michelle Russell | Kanada     | 1:53,83    |      |

### B-Finale
Anmerkung: zur Ermittlung der Plätze 9 bis 16
| Rang | Bahn | Athletin         | Nation     | Zeit (min) |
| ---- | ---- | ---------------- | ---------- | ---------- |
| 9    | 6    | Milica Novaković | Serbien    | 1:51,55    |
| 10   | 4    | Teresa Portela   | Portugal   | 1:52,38    |
| 11   | 3    | Linnea Stensils  | Schweden   | 1:52,59    |
| 12   | 7    | Melina Andersson | Schweden   | 1:52,65    |
| 13   | 1    | Yin Mengdie      | China      | 1:53,25    |
| 14   | 2    | Lize Broekx      | Belgien    | 1:53,67    |
| 15   | 8    | Anežka Paloudová | Tschechien | 1:54,31    |
| 16   | 5    | Alyce Wood       | Australien | 1:55,04    |

### C-Finale
Anmerkung: zur Ermittlung der Plätze 17 bis 24
| Rang | Bahn | Athletin        | Nation      | Zeit (min) |
| ---- | ---- | --------------- | ----------- | ---------- |
| 17   | 3    | Selma Konjin    | Niederlande | 1:50,56    |
| 18   | 4    | Dominika Putto  | Polen       | 1:52,85    |
| 19   | 6    | Manon Hostens   | Frankreich  | 1:53,10    |
| 20   | 1    | Brenda Rojas    | Argentinien | 1:53,88    |
| 21   | 5    | Beatriz Briones | Mexiko      | 1:54,53    |
| 22   | 7    | Riley Melanson  | Kanada      | 1:56,36    |
| 23   | 2    | Stephenie Chen  | Singapur    | 1:56,55    |
| 24   | 8    | Marija Powch    | Ukraine     | 2:00,94    |